# Мелодичный металкор
Мелодичный металкор (англ. Melodic metalcore) — гибридный музыкальный жанр, вобравший в себя мелодик-дэт-метал и металкор и объединяющий в себе их элементы. Данный жанр является наиболее коммерчески успешным в отношении других поджанров экстремального метала. Мелодичный металкор обрёл популярность в 2000-х гг. и пришёл на смену ню-металу. Многие группы подвержены влиянию At the Gates и In Flames.
Как известно, в 1990-е годы, в Швеции зародился мелодик-дэт-метал. Главными представителями этой сцены являлись In Flames, At the Gates и Dark Tranquillity. Примерно в то же время, в результате смешения нью-скул-хардкора и элементов тяжёлого метала образовался металкор первой волны. Poison the Well была признана как первая мелодик-металкор группа. Killswitch Engage из Массачусетса также повлияли на становление жанра, наряду с 7 Angels 7 Plagues, Dead to Fall, Heaven Shall Burn и Unearth. Данные группы отметили In Flames, Slayer, Pantera и At the Gates как главных вдохновителей. Бельгийские группы, такие как Arkangel, Liar, Congress и другие также повлияли на становление мелодик-металкора.